# Дурмітор
Дурмітор (чорн. Durmitor) — гора і названий по ній національний парк у Чорногорії. Вища точка — гора Боботів-Кук заввишки 2522 м н.р.м.

## Національний парк

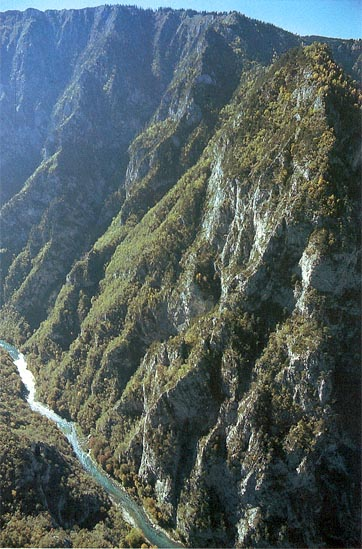
Каньйон річки Тари

Національний парк «Дурмідор», створений в 1952 році, включає гірський масив Дурмітор, каньйони річок Тара, Сушиця і Драга, а також верхню частину плато Комарніца. Загальна площа — 390 км². У 1980 році внесений у список Всесвітньої спадщини ЮНЕСКО.
До складу національного парку входить каньйон річки Тари, завдовжки 80 км і глибиною до 1300 м. Це перший за величиною каньйон в Європі і другий у світі, що йде за Гранд-каньйоном в Аризоні, США.

## Туризм
Гірський масив Дурмітор є центром гірського туризму Чорногорії. Туристична інфраструктура зосереджена навколо міста Жабляк.
Взимку основними видами спорту є лижний спорт і Сноуборд. Влітку можна займатися альпінізмом і пішохідним туризмом. Серед найзначущих пам'яток — льодовикові озера. Найвідоміше Црно-Єзеро (серб. Црно језеро, досл. «Чорне озеро»).

## Екологічний вплив туризму
Туризм відіграє важливу роль в економіці регіону та популяризації краси парку, він також може мати негативний вплив на довкілля. Зростання числа туристів призводить до забруднення, виснаження ресурсів, зміни середовища та інших проблем.

### Негативний вплив
- Забруднення: річка Тара, що протікає через Національний парк Дурмітор, є однією з найкрасивіших і найчистіших річок у Європі. Однак у 2018 році було виявлено, що на березі річки, поблизу села Лукова, утворилося незаконне сміттєзвалище. Сміття, яке включало пластик, папір, харчові відходи та інші предмети, забруднювало річку та загрожувало місцевій екосистемі.[2]
- Незаконна вирубка лісів у каньйоні Сушица: у 2020 році було виявлено, що в каньйоні Сушица, розташованому в серці Національного парку Дурмітор, ведеться незаконна вирубка лісів. Дерева вирубувалися для будівництва нових готелів та ресторанів, а також для опалення місцевих будинків. Ця діяльність призвела до значної втрати лісового покриву, ерозії ґрунту та загрози для місцевих видів диких тварин.[3]
- Зміна середовища: у 2019 році було розпочато будівництво нової дороги, яка має з'єднати місто Жабляк з Чорним озером, одним з найкрасивіших льодовикових озер у Національному парку Дурмітор. Ця дорога, яка буде прокладена через незайману дику природу, призведе до фрагментації екосистем.[4]

### Позитивний вплив
Однозначно позитивним є те, що туристичні доходи використовуються  для фінансування природоохоронних заходів, таких як боротьба з браконьєрством, відновлення екосистем та наукові дослідження парку.

## Найвищі вершини
Масив Дурмітор включає 48 вершин висотою понад 2000 м. Найвищі вершини Дурмітору:
- Боботів-Кук 2 522 м (8 274 фут)
- Bezimeni Vrh (Nameless Peak) 2 487 м (8 159 фут)
- Šljeme 2 455 м (8 054 фут)
- Istočni Vrh Šljemena (East Peak of Sljeme) 2 445 м (8 022 фут)
- Soa / Đevojka 2 440 м (8 005 фут)
- Milošev Tok 2 426 м (7 959 фут)
- Bandijerna 2 409 м (7 904 фут)
- Rbatina 2 401 м (7 877 фут)
- Lučin Vrh 2 396 м (7 861 фут)
- Prutaš 2 393 м (7 851 фут)
- Minin Bogaz 2 387 м (7 831 фут)
- Planinica 2 330 м (7 644 фут)
- Kobilja Glava 2 321 м (7 615 фут)
- Savin Kuk 2 313 м (7 589 фут)
- Šupljika 2 310 м (7 579 фут)

## Ресурси Інтернету
- Вікісховище має мультимедійні дані за темою: Дурмітор
- Official National Park Site [Архівовано 5 липня 2017 у Wayback Machine.]
- UNESCO World Heritage Site profile [Архівовано 11 липня 2017 у Wayback Machine.]
- UNEP-WCMC World Heritage Site datasheet
- SummitPost: Many useful informations (Camping, routes, weather etc.) [Архівовано 7 січня 2009 у Wayback Machine.]
- Photogallery Durmitor and Bjelasica [Архівовано 27 липня 2017 у Wayback Machine.]
- Сторінка національного парку «Дурмітор» [Архівовано 5 липня 2017 у Wayback Machine.](чорн.)

### Карти
- Map Geokarta Beograd 1986[недоступне посилання з травня 2019] with OziExplorer calibration Durmitor.map[недоступне посилання з травня 2019]. More information on travel.valek.net [Архівовано 14 листопада 2017 у Wayback Machine.] website
- A free Garmin-compatible GPS map of Durmitor and Pivska mountains (installer) at BGMountains.org website. Map legend is also available [Архівовано 3 березня 2016 у Wayback Machine.]